# Зона провідності

Зонна структура арсеніду галію. Верхня зона — зона провідності

Зо́на прові́дності — у зонній теорії кристалів найнижча незаповнена електронами зона у випадку, коли фізична система перебуває в основному стані.
Характеристиками зони провідності є точки у зоні Брілюена, де закон дисперсії має мінімум, кількість еквівалентних долин,
ефективна маса електрона, ефективна густина станів.